# 都灵奥林匹克体育场
都靈奧林匹克體育場是意大利都灵的一处多功能体育场。
都灵奥林匹克体育场是为举办1934年世界杯足球赛而兴建，当时能容纳65,000名观众。最初的名称为墨索里尼体育场，第二次世界大战后更名为社区体育场。1990年以前它一直是尤文图斯和的主场。此后，体育场闲置多年直至被选为2006年冬季奥林匹克运动会开幕式和闭幕式举行场地，其多处结构在重建中拆除，目前能容纳观众27,500人。重建後再次成為尤文图斯和都灵的共用主场，2011年尤文圖斯將主場搬到尤文圖斯球場。

## 圖集

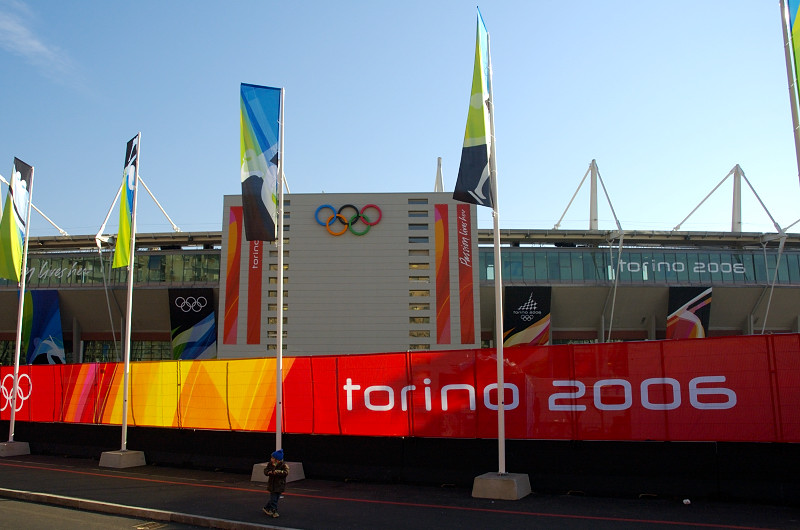